# Euconocephalus pyrifer
Euconocephalus pyrifer är en insektsart som först beskrevs av Ludwig Redtenbacher 1891.  Euconocephalus pyrifer ingår i släktet Euconocephalus, och familjen vårtbitare. Inga underarter finns listade.